# 西晉徐州行政區劃
西晉徐州州治所在彭城縣（今江蘇省徐州市）。範圍在今江蘇省長江以北和山東省東南部地區。

## 郡級行政區
西晉徐州領有彭城、下邳、東海、琅邪、廣陵、城陽6郡。西晉初城陽郡移屬青州，增置東莞（265年置，277年廢，284年後復置）、臨淮（280年置）、蘭陵（291年置）、東安（297年置，304年後廢）、淮陵（301年置）、堂邑（304年置）等郡國，西晉末領10郡國。
彭城國
曹魏舊郡，泰始元年（265年）封晉宗室司馬權為彭城王。郡治彭城縣（今江蘇省徐州市），領彭城、留、傅陽、武原、呂、梧6縣。咸寧年間（275-280）左右沛國廣戚縣來隸。晉惠帝元康年間（291-299）魯國蕃、薛2縣來隸。西晉末領彭城、留、傅陽、武原、呂、梧、廣戚、蕃、薛9縣。
下邳國
曹魏為下邳郡，泰始元年（265年）封晉宗室司馬晃為下邳王，郡改為下邳國。郡治下邳縣（今江蘇省睢寧縣北古邳鎮），領下邳、睢陵、夏丘、取慮、僮、良成、下相、司吾、徐、淮陵、曲陽11縣。西晉初廢曲陽縣，新置凌縣（不詳何時）。太康元年（280年）以後淮陵、司吾、下相、徐4縣移屬臨淮郡，凌縣改名北凌縣。西晉末領下邳、良城、睢陵、夏丘、取慮、僮、北凌7縣。
東海國
曹魏舊郡，郡治郯縣（今山東省郯城縣西北），領郯、祝其、朐、襄賁、昌慮、厚丘、蘭陵、承、戚、合鄉、利城11縣。太康元年增置贛榆縣。元康元年（291年）蘭陵、承、戚、合鄉、昌慮5縣移屬蘭陵郡，八月封隴西王司馬泰之子司馬越為東海王，郡改為東海國。西晉末領郯、祝其、朐、利城、厚丘、襄賁、贛榆7縣。
琅邪國
曹魏舊郡，泰始元年（265年）封晉宗室司馬倫為琅邪王，咸寧三年（277年）改封趙王，改封東莞王司馬伷為琅邪王。郡治開陽縣（今山東省臨沂市），領開陽、臨沂、陽都、繒、即丘、東安、東莞、安丘、費9縣。泰始元年（265年）以後東安、東莞、安丘3縣移屬東莞國，泰山郡華縣來隸。咸寧三年（277年）東莞廢國併入琅邪國，琅邪國增領東莞、朱虛、營陵、安丘、蓋、臨朐、劇、廣、蒙陰、東安10縣，太康五年（284年）以後復立東莞郡，東莞、朱虛、營陵、安丘、蓋、臨朐、劇、廣8縣移屬東莞郡。元康七年（297年）東安縣移屬東安國。西晉末領開陽、臨沂、陽都、繒、即丘、費、華、蒙陰8縣。
東莞郡
曹魏時曾置郡，後廢。晉泰始元年（265年）分琅邪、城陽、齊、北海4郡國置東莞國，封晉宗室司馬伷為東莞王。郡治東莞縣（今山東省沂水縣），領東莞、朱虛、安丘、蓋、臨朐、劇、廣、蒙陰、東安9縣，咸寧三年（277年）廢國併入琅邪國。太康五年（284年）左右復分琅邪國置，郡治不變，領東莞、朱虛、營陵、安丘、蓋、臨朐、劇、廣8縣。太康十年（289年）城陽郡莒、姑幕、諸、東武4縣來隸，東莞郡安丘、廣、劇、臨朐、營陵5縣移屬城陽郡，郡治移往莒縣（今山東省莒縣）。元康七年（297年）蓋縣移屬東安郡，永康元年（300年）朱虛、姑幕、東武3縣移屬青州平昌郡。西晉末領莒、東莞、諸3縣。
廣陵郡
曹魏舊郡，郡治淮陰縣（今江蘇省淮安市淮陰區），領淮陰、淮浦、海西3縣。晉平吳後增置射陽（280年置）、輿（280年後置）、海陵（280年置）、廣陵（280年後置）、鹽瀆（281年置）、凌（281年置）、江都（285年置），至西晉末不變。太康十年（289年）至太熙元年（290年）曾短暫立司馬遹為廣陵王，但未就國。
臨淮郡
晉武帝太康元年（280年）分下邳國淮南一帶置郡，郡治盱眙縣（今江蘇省盱眙縣東北）），領盱眙（280年後置）、淮陵、司吾、下相、徐、東陽（280年後置）、高山（280年後置）、贅其（280年後置）、潘旌（280年後置）、高郵（280年置）、堂邑（太康年間置）11縣。永寧元年（301年）淮陵、司吾、下相、徐4縣移屬淮陵國，永興元年（304年）堂邑縣移屬堂邑郡。西晉末領盱眙、東陽、高山、贅其、潘旌、高郵6縣。
蘭陵郡
晉惠帝元康元年（291年）分東海郡置，郡治承縣（今山東省棗莊市東南），領蘭陵、承、戚、合鄉、昌慮5縣。
東安郡
晉惠帝永平元年（291年）以東莞郡東安縣置東安國，作為東安王司馬繇的封國，三月廢東安國及東安縣。元康七年（297年）分東莞、泰山2郡置，郡治蓋縣（今山東省沂源縣東南），領蓋、新泰2縣。永寧元年（301年）復封司馬繇為東安王，郡改為東安國，永興元年（304年）東安王司馬繇被殺後，不久廢國。
淮陵國
晉惠帝永寧元年（301年）廣陵公司馬漼因廢趙王倫迎晉惠帝之功，進封淮陵王，分臨淮郡置淮陵國。郡治淮陵縣（今安徽省明光市東北），領淮陵、司吾、下相、徐4縣。
堂邑郡
晉惠帝永興元年（304年）分臨淮郡置，郡治堂邑縣（今江蘇省南京市六合區西北），領堂邑1縣。

## 縣級行政區
| 徐州（州治：彭城縣）                                                                            |               |          |                          |                                                                              |                                                           |
| 說明：本表為西晉建興四年（316年）徐州各郡所轄的縣份；以深灰色表示者，為曾經建置，後來廢除的縣份 |               |          |                          |                                                                              |                                                           |
| 郡名 （縣數）                                                                                   | 郡治          | 縣名     | 今地位置(2012年12月)     | 隸屬郡國                                                                     | 備注                                                      |
| 彭城國 （9）                                                                                    | 彭城縣        | 彭城縣   | 今江蘇省徐州市           | 彭城國(265-316)                                                              |                                                           |
| 彭城國 （9）                                                                                    | 彭城縣        | 留縣     | 今江蘇省沛縣東南         | 彭城國(265-316)                                                              |                                                           |
| 彭城國 （9）                                                                                    | 彭城縣        | 傅陽縣   | 今江蘇省邳州市西北       | 彭城國(265-316)                                                              |                                                           |
| 彭城國 （9）                                                                                    | 彭城縣        | 武原縣   | 今江蘇省邳州市西北       | 彭城國(265-316)                                                              |                                                           |
| 彭城國 （9）                                                                                    | 彭城縣        | 呂縣     | 今江蘇省徐州市東         | 彭城國(265-316)                                                              |                                                           |
| 彭城國 （9）                                                                                    | 彭城縣        | 梧縣     | 今江蘇省蕭縣南           | 彭城國(265-316)                                                              |                                                           |
| 彭城國 （9）                                                                                    | 彭城縣        | 廣戚縣   | 今江蘇省沛縣東南         | 沛國(265-277)→彭城國(277-316)                                                |                                                           |
| 彭城國 （9）                                                                                    | 彭城縣        | 鄒縣     | 今山東省鄒城市東南       | 魯國(265-299?，魯郡265-275)→彭城國(300-316)                                  |                                                           |
| 彭城國 （9）                                                                                    | 彭城縣        | 蕃縣     | 今山東省滕州市           | 魯國(265-299?，魯郡265-275)→彭城國(300-316)                                  |                                                           |
| 下邳國 （7）                                                                                    | 下邳縣        | 下邳縣   | 今江蘇省睢寧縣北古邳鎮   | 下邳國(265-316，下邳郡265)                                                   |                                                           |
| 下邳國 （7）                                                                                    | 下邳縣        | 良城縣   | 今江蘇省邳州市東         | 下邳國(265-316，下邳郡265)                                                   |                                                           |
| 下邳國 （7）                                                                                    | 下邳縣        | 睢陵縣   | 今江蘇省睢寧縣           | 下邳郡(220-265，下邳國222-224)                                               |                                                           |
| 下邳國 （7）                                                                                    | 下邳縣        | 夏丘縣   | 今安徽省泗縣東           | 下邳國(265-316，下邳郡265)                                                   |                                                           |
| 下邳國 （7）                                                                                    | 下邳縣        | 取慮縣   | 今江蘇省睢寧縣西南       | 下邳國(265-316，下邳郡265)                                                   |                                                           |
| 下邳國 （7）                                                                                    | 下邳縣        | 僮縣     | 今江蘇省睢寧縣南         | 下邳國(265-316，下邳郡265)                                                   |                                                           |
| 下邳國 （7）                                                                                    | 下邳縣        | 北凌縣   | 今江蘇省泗陽縣西北       | 下邳國(？-316)                                                               | 西晉時置凌縣，因與廣陵郡凌縣重名，太康二年（281年）改名。 |
| 下邳國 （7）                                                                                    | 下邳縣        | 曲陽縣   | 今江蘇省沭陽縣           | 下邳國(265-？，下邳郡265)                                                    | 西晉時廢縣。                                              |
| 東海國 （7）                                                                                    | 郯縣          | 郯縣     | 今山東省郯城縣西北       | 東海國(265-316，東海郡266-291)                                               |                                                           |
| 東海國 （7）                                                                                    | 郯縣          | 祝其縣   | 今江蘇省贛榆縣西北       | 東海國(265-316，東海郡266-291)                                               |                                                           |
| 東海國 （7）                                                                                    | 郯縣          | 朐縣     | 今江蘇省連雲港市西南     | 東海國(265-316，東海郡266-291)                                               |                                                           |
| 東海國 （7）                                                                                    | 郯縣          | 利城縣   | 今江蘇省贛榆縣西         | 東海國(265-316，東海郡266-291)                                               |                                                           |
| 東海國 （7）                                                                                    | 郯縣          | 厚丘縣   | 今江蘇省沭陽縣北         | 東海國(265-316，東海郡266-291)                                               |                                                           |
| 東海國 （7）                                                                                    | 郯縣          | 襄賁縣   | 今山東省郯城縣西北       | 東海國(265-316，東海郡266-291)                                               |                                                           |
| 東海國 （7）                                                                                    | 郯縣          | 贛榆縣   | 今江蘇省贛榆縣北         | 東海國(280-316，東海郡280-291)                                               | 太康元年（280年）晉平吳以後置縣。                         |
| 琅邪郡 （8）                                                                                    | 開陽縣        | 開陽縣北 | 今山東省臨沂市           | 琅邪國(265-316)                                                              |                                                           |
| 琅邪郡 （8）                                                                                    | 開陽縣        | 臨沂縣   | 今山東省臨沂市西北       | 琅邪國(265-316)                                                              |                                                           |
| 琅邪郡 （8）                                                                                    | 開陽縣        | 陽都縣   | 今山東省沂南縣南磚埠鎮   | 琅邪國(265-316)                                                              |                                                           |
| 琅邪郡 （8）                                                                                    | 開陽縣        | 繒縣     | 今山東省蒼山縣西北       | 琅邪國(265-316)                                                              |                                                           |
| 琅邪郡 （8）                                                                                    | 開陽縣        | 即丘縣   | 今山東省臨沂市東南       | 琅邪國(265-316)                                                              |                                                           |
| 琅邪郡 （8）                                                                                    | 開陽縣        | 費縣     | 今山東省費縣北           | 琅邪國(265-316)                                                              |                                                           |
| 琅邪郡 （8）                                                                                    | 開陽縣        | 華縣     | 今山東省費縣             | 泰山郡(265)→琅邪國(266?-316)                                                 |                                                           |
| 琅邪郡 （8）                                                                                    | 開陽縣        | 蒙陰縣   | 今山東省蒙陰縣南         | 泰山郡(265)→琅邪國(266?-316)                                                 |                                                           |
| 東莞郡 （3）                                                                                    | 東莞縣 ↓ 莒縣 | 莒縣     | 今山東省莒縣             | 城陽郡(265-289，城陽國269-271)→東莞郡(289-316)                               |                                                           |
| 東莞郡 （3）                                                                                    | 東莞縣 ↓ 莒縣 | 東莞縣   | 今山東省沂水縣           | 琅邪國(265)→東莞國(266-277)→琅邪國(277-284?)→東莞郡(284?-316)                |                                                           |
| 東莞郡 （3）                                                                                    | 東莞縣 ↓ 莒縣 | 諸縣     | 今山東省諸城市西南       | 城陽郡(265-284?，城陽國269-271)→東莞郡(284?-316)                             |                                                           |
| 廣陵郡 （10）                                                                                   | 淮陰縣        | 淮陰縣   | 今江蘇省淮安市淮陰區     | 廣陵郡(265-316)                                                              |                                                           |
| 廣陵郡 （10）                                                                                   | 淮陰縣        | 淮浦縣   | 今江蘇省漣水縣           | 廣陵郡(265-316)                                                              |                                                           |
| 廣陵郡 （10）                                                                                   | 淮陰縣        | 海西縣   | 今江蘇省灌南縣東南       | 廣陵郡(265-316)                                                              |                                                           |
| 廣陵郡 （10）                                                                                   | 淮陰縣        | 射陽縣   | 今江蘇省寶應縣東         | 廣陵郡(280-316)                                                              | 三國時廢縣，西晉太康元年（280年）復置縣。                 |
| 廣陵郡 （10）                                                                                   | 淮陰縣        | 輿縣     | 今江蘇省揚州市西         | 廣陵郡(220-265)                                                              | 太康元年（280年）晉平吳以後置縣。                         |
| 廣陵郡 （10）                                                                                   | 淮陰縣        | 海陵縣   | 今江蘇省泰州市           | 廣陵郡(280-316)                                                              | 太康元年（280年）晉平吳以後置縣。                         |
| 廣陵郡 （10）                                                                                   | 淮陰縣        | 廣陵縣   | 今江蘇省揚州市           | 廣陵郡(280-316)                                                              | 太康元年（280年）晉平吳以後置縣。                         |
| 廣陵郡 （10）                                                                                   | 淮陰縣        | 鹽瀆縣   | 今江蘇省鹽城市           | 廣陵郡(281-316)                                                              | 三國時廢縣，西晉太康二年（281年）復置縣。                 |
| 廣陵郡 （10）                                                                                   | 淮陰縣        | 凌縣     | 今江蘇省泗陽縣           | 廣陵郡(281-316)                                                              | 三國時廢縣，西晉太康二年（281年）復置縣。                 |
| 廣陵郡 （10）                                                                                   | 淮陰縣        | 江都縣   | 今江蘇省揚州市南         | 廣陵郡(285-316)                                                              | 三國時廢縣，西晉太康六年（285年）復置縣。                 |
| 臨淮郡 （6）                                                                                    | 盱眙縣        | 盱眙縣   | 今江蘇省盱眙縣東北       | 臨淮郡(280後-316)                                                            | 太康元年（280年）晉平吳以後置縣。                         |
| 臨淮郡 （6）                                                                                    | 盱眙縣        | 東陽縣   | 今江蘇省金湖縣西         | 臨淮郡(280後-316)                                                            | 太康元年（280年）晉平吳以後置縣。                         |
| 臨淮郡 （6）                                                                                    | 盱眙縣        | 高山縣   | 今江蘇省盱眙縣南         | 臨淮郡(280後-316)                                                            | 太康元年（280年）晉平吳以後置縣。                         |
| 臨淮郡 （6）                                                                                    | 盱眙縣        | 贅其縣   | 今江蘇省盱眙縣西南       | 臨淮郡(280後-316)                                                            | 太康元年（280年）晉平吳以後置縣。                         |
| 臨淮郡 （6）                                                                                    | 盱眙縣        | 潘旌縣   | 地望不詳                 | 臨淮郡(280後-316)                                                            | 太康元年（280年）晉平吳以後置縣。                         |
| 臨淮郡 （6）                                                                                    | 盱眙縣        | 高郵縣   | 今江蘇省高郵市           | 臨淮郡(280-316)                                                              | 太康元年（280年）晉平吳以後置縣。                         |
| 蘭陵郡 （5）                                                                                    | 承縣          | 承縣     | 今山東省棗莊市東南       | 東海郡(265-291)→蘭陵郡(291-316)                                              |                                                           |
| 蘭陵郡 （5）                                                                                    | 承縣          | 蘭陵縣   | 今山東省郯城縣西南       | 東海郡(265-291)→蘭陵郡(291-316)                                              |                                                           |
| 蘭陵郡 （5）                                                                                    | 承縣          | 戚縣     | 今山東省微山縣           | 東海郡(265-291)→蘭陵郡(291-316)                                              |                                                           |
| 蘭陵郡 （5）                                                                                    | 承縣          | 合鄉縣   | 今山東省滕州市東北       | 東海郡(265-291)→蘭陵郡(291-316)                                              |                                                           |
| 蘭陵郡 （5）                                                                                    | 承縣          | 昌慮縣   | 今山東省棗莊市西         | 東海郡(265-291)→蘭陵郡(291-316)                                              |                                                           |
| 東安郡 （2）                                                                                    | 蓋縣          | 蓋縣     | 今山東省沂源縣東南       | 泰山郡(265)→東莞郡(266?-297，東莞國266?-277)→東安郡(297-316，東安國297-304?) |                                                           |
| 東安郡 （2）                                                                                    | 蓋縣          | 新泰縣   | 今山東省新泰市           | 泰山郡(265-297)→東安郡(297-316，東安國297-304?)                              | 曹魏為平陽縣，西晉泰始年間（265-274）改名新泰縣。         |
| 東安郡 （2）                                                                                    | 蓋縣          | 東安縣   | 今山東省沂南縣北         | 琅邪國(265-290)→東安國(291)                                                  | 元康元年（291年）左右廢縣。                               |
| 淮陵國 （4）                                                                                    | 淮陵縣        | 淮陵縣   | 今安徽省明光市東北       | 下邳國(265-280，下邳郡265)→臨淮郡(280-301)→淮陵國(301-316)                   |                                                           |
| 淮陵國 （4）                                                                                    | 淮陵縣        | 司吾縣   | 今江蘇省宿遷市北         | 下邳國(265-280，下邳郡265)→臨淮郡(280-301)→淮陵國(301-316)                   |                                                           |
| 淮陵國 （4）                                                                                    | 淮陵縣        | 下相縣   | 今江蘇省宿遷市           | 下邳國(265-280，下邳郡265)→臨淮郡(280-301)→淮陵國(301-316)                   |                                                           |
| 淮陵國 （4）                                                                                    | 淮陵縣        | 徐縣     | 今江蘇省泗洪縣南         | 下邳國(265-280，下邳郡265)→臨淮郡(280-301)→淮陵國(301-316)                   |                                                           |
| 堂邑郡 （1）                                                                                    | 堂邑縣        | 堂邑縣   | 今江蘇省南京市六合區西北 | 臨淮郡(280後-304)→堂邑郡(304-316)                                            | 晉平吳後置縣。                                            |

## 出處
1. ↑  《宋書》卷35〈州郡志一〉：「徐州刺史，後漢治東海郯縣，魏、晉、宋治彭城。」
2. ↑  《晉書》卷3〈武帝紀〉：「〔泰始元年封皇從叔父司馬〕權為彭城王。」；卷37〈宗室·彭城穆王權傳〉：「彭城穆王權，字子輿，宣帝弟魏魯相東武城侯馗之子也。初襲封，拜冗從僕射。武帝受禪，封彭城王，邑二千九百戶。」
3. ↑  《晉書》卷37〈彭城穆王權傳〉：「子康王釋立，官至南中郎將、持節、平南將軍，分魯國蕃、薛二縣以益其國。」；《宋書》卷35〈州郡志一·彭城太守〉：「蕃令，漢舊縣，屬魯。晉惠帝元康中度。薛令，漢舊縣，屬魯。晉惠帝元康中度。」
4. ↑  《晉書》卷3〈武帝紀〉：「〔泰始元年封皇從叔父司馬〕晃為彭城王。」；卷37〈宗室·下邳獻王晃傳〉：「下邳獻王晃……武帝受禪，封下邳王。」
5. 1 2  《宋書》卷35〈州郡志二·豫州刺史·潁川太守〉：「曲陽令，前漢屬東海，後漢屬下邳，《晉太康地志》無。」；《魏書》卷106中〈地形志〉：「曲陽，前漢屬東海，後漢屬下邳，晉罷。」
6. 1 2 3  《宋書》卷35〈州郡志一·南徐州刺史·南彭城太守〉：「北淩令，本屬南下邳，二漢無，《晉太康地志》屬下邳。本名淩，而廣陵郡舊有淩縣，晉武帝太康二年，以下邳之淩縣非舊土而同名，改為北淩。」；《太平寰宇記》卷17〈何南道·宿州符離縣〉：「北陵城，在縣東北一百八十里。《漢書·地理志》：『凌縣，屬泗水國。』《輿地志》：『有陵縣。』《太康地志》云：『屬下邳。』晉武帝以南有廣陵，故曰北陵。」
7. 1 2  《晉書》卷15〈地理志下〉：「太康元年，復分下邳屬縣在淮南者置臨淮郡……臨淮郡，漢置，章帝以合下邳，太康元年復立。」；《宋書》卷35〈州郡志一·南徐州刺史·臨淮太守〉：「晉武帝太康元年，復分下邳之淮南為臨淮郡，治盱眙。」
8. 1 2  《宋書》卷35〈州郡志一·蘭陵太守〉：「贛榆令，前漢屬琅邪，後漢屬東海。魏省，晉武帝太康元年復立。」
9. 1 2  《太平寰宇記》卷23〈河南道·忻州承縣〉：「承縣……本漢舊縣……晉惠帝分東海之蘭陵、承、戚、合鄉、昌慮五縣置蘭陵郡，理承城。」
10. ↑  《晉書》卷4〈惠帝紀〉：「〔永平元年八月〕辛未，立隴西世子越為東海王。」；卷59〈東海孝獻王越傳〉：「東海孝獻王越……別封東海王，食六縣。」
11. ↑  《晉書》卷3〈武帝紀〉：「〔泰始元年封皇從叔父司馬〕倫為琅邪王。……〔咸寧三年徙〕琅邪王倫為趙王。」；卷59〈趙王倫傳〉：「趙王倫……武帝受禪，封琅邪郡王……咸寧中，改封於趙。」
12. 1 2  《晉書》卷3〈武帝紀〉：「〔泰始元年封皇叔父司馬〕伷為東莞王……〔咸寧三年徙〕東莞王伷為琅邪王。」；卷38〈宣五王·琅邪武王伷傳〉：「琅邪武王伷……武帝踐阼，封東莞郡王，邑萬六百戶。……伷鎮禦有方，得將士死力，吳人憚之。加開府儀同三司，改封琅邪王，以東莞益其國。……太康四年薨，時年五十七。臨終表求葬母太妃陵次，並乞分國封四子，帝許之。」
13. 1 2  《晉書》卷15〈地理志下〉：「及太康元年，復分下邳屬縣在淮南者置臨淮郡，分琅邪置東莞郡。……太康十年，以青州城陽郡之莒、姑幕、諸、東武四縣屬東莞。」；《宋書》卷36〈州郡志二·青州刺史〉：「東莞太守，晉武帝泰始元年，分琅邪立。咸寧三年，復以合琅邪，太康十年復立。」
14. 1 2  《宋書》卷35〈州郡志一·徐州刺史·東安太守〉：「東安太守，東安故縣名，前漢屬城陽，後漢屬琅邪，《晉太康地志》屬東莞，晉惠帝分東莞立。」
15. 1 2 3  《晉書》卷15〈地理志下〉：「〔元康〕七年……分臨淮置淮陵郡，以堂邑置堂邑郡。」；《宋書》卷35〈州郡志一·南兗州刺史·秦郡太守〉：「堂邑本為縣，前漢屬臨淮，後漢屬廣陵，晉又屬臨淮。晉惠帝永興元年，分臨淮淮陵立堂邑郡。」
16. ↑  《晉書》卷4〈惠帝紀〉：「〔永平元年三月壬寅，以〕東安公繇為尚書左僕射，進封東安王。……庚戌，免東安王繇……徙帶方。」
17. ↑  《晉書》卷4〈惠帝紀〉：「〔永寧元年〕九月，追東安王繇復其爵。……〔永興元年〕八月戊辰，穎殺東安王繇。」；卷38〈宣五王·琅邪武王伷傳〉：「東安王繇……初拜東安公……以功拜右衛將軍，領射聲校尉，進封郡王……廢徙帶方。永康初，征繇，復封，拜宗正卿，遷尚書，轉左僕射。惠帝之討成都王穎，時繇遭母喪在鄴，勸穎解兵而降。及王師敗績，穎怨繇，乃害之。後立琅邪王覲子長樂亭侯渾為東安王，以奉繇祀。尋薨，國除。」
18. ↑  《宋書》卷35〈州郡志一·南徐州刺史·淮陵太守〉：「淮陵太守，本淮陵縣，前漢屬臨淮，後漢屬下邳，晉屬臨淮，惠帝永寧元年，以為淮陵國。」
19. ↑  《宋書》卷35〈州郡志一·南徐州刺史·臨淮太守〉：「射陽令，前漢屬臨淮，後漢屬廣陵，三國時廢，晉武帝太康元年復立。」
20. ↑  《宋書》卷35〈州郡志一·南兗州刺史·廣陵太守〉：「海陵令，前漢屬臨淮，後漢、晉屬廣陵，三國時廢，晉武帝太康元年復立。」
21. ↑  《宋書》卷35〈州郡志一·南徐州刺史·山陽太守〉：「鹽城令，舊曰鹽瀆，前漢屬臨淮，後漢、晉屬廣陵；三國時廢，晉武帝太康二年復立。」
22. ↑  《宋書》卷35〈州郡志一·南徐州刺史·臨淮太守〉：「凌令，前漢屬泗水，後漢屬廣陵，三國時廢，晉武帝太康二年又立，屬廣陵。」
23. ↑  《宋書》卷35〈州郡志一·南兗州刺史·廣陵太守〉：「江都令，漢舊縣。三國時廢，晉武帝太康六年復立。」
24. ↑  《宋書》卷35〈州郡志一·南兗州刺史·廣陵太守〉：「高郵令，漢舊縣。三國時廢，晉武帝太康元年復立。」；《輿地廣記》卷20〈淮南東路·通州〉：「高郵縣，漢屬廣陵國。東漢屬廣陵郡。吳省之。晉武帝太康元年復立，屬臨淮郡。」
25. ↑  《晉書》卷14〈地理志〉：「新泰，故曰平陽。」；《太平寰宇記》卷23〈河南道二十三〉：「新泰縣，春秋時魯平陽邑也。宣公八年城平陽。注云：『今泰山有平陽縣，漢為東平陽縣，屬泰山郡。』按河東有平陽縣，故此為東也。後漢省，魏復立平陽，晉武帝太始中改為新泰縣，屬太山郡，後屬東安郡。《記》云：『舊名平陽，太始中鎮南將軍羊祜此縣人也，表改為新泰縣，屬泰山郡。』晉惠帝割屬東安，宋因之。」

### 書籍
- 吳增僅，《三國郡縣表》，上海：開明書局，1937
- 李錫甫，《漢晉城陽郡沿革考》，國立編譯館館刊第6卷第一期，1977
- 劉琳，《華陽國志校注》，成都：巴蜀書社，1984
- 李曉杰，《東漢政區地理》，北京：人民出版社，1987
- 胡阿祥，《六朝疆域與政區研究》（增訂本），北京：學苑出版社，2005
- 錢儀吉、楊晨，《三國會要》，上海：上海古籍出版社，2006
- 陳健梅，《孫吳政區地理研究》，長沙：岳麓書社，2007
- 孔祥軍，《三國政區地理研究》，南京：南京大學歷史系，2007
- 任乃強，《華陽國志校補圖注》，上海：上海古籍出版社，2009
- 孔祥軍，《晉書地理志校注》，北京：新世界出版社，2012
- 胡阿祥、孔祥軍、徐成合著，《中國行政區劃通史·三國兩晉南朝卷》，上海：復旦大學出版社，2014
- 范曄，《後漢書》，維基文庫
- 房玄齡，《晉書》，維基文庫
- 沈約，《宋書》，維基文庫
- 魏收，《魏書》，維基文庫
- 李吉甫，《元和郡縣圖志》，維基文庫
- 樂史，《太平寰宇記》，維基文庫
- 歐陽忞，《輿地廣記》，維基文庫
- 酈道元，《水經注》，維基文庫